# Giuseppe Annese
Giuseppe Bernardo Annese (San Severo, 20 agosto 1932 – Milano, 28 marzo 1979) è stato uno scrittore italiano.

## Biografia
Giuseppe Bernardo Annese nasce in una famiglia benestante. Conseguita la maturità classica si iscrive all'università, laureandosi in legge a Bologna. Alla fine degli anni Cinquanta si stabilisce a Milano, dove trova lavoro come pubblicitario nelle più importanti agenzie del settore. Intanto scrive, svolge attività giornalistica e si fa conoscere nell'ambiente artistico. Collabora con Marcello Marchesi ed è amico dello scrittore Ennio Flaiano e dell'artista Giuseppe Migneco. Muore prematuramente a Milano nel 1979.

## Opere
Nel 1975 pubblica presso la milanese Jaka Book il romanzo Serenità in agguato. Kitschromanzo, che contiene, sotto la sua scrittura sperimentale ed il suo tono ironico ed irriverente, un'aspra critica della sua epoca e dei modelli politici ed economici dominanti. 
Le liriche di Annese, invece, con il titolo Morire di speranza, sono state pubblicate postume nel 1985 e poi nel 2000 e nel 2004. Postumo è apparso anche il romanzo Macerazioni divertenti (Besa, Lecce, 1997), preceduto da un intervento di Andrea Pinketts. Nell'opera trova conferma la profondità della vena letteraria di Annese, originale ed iconoclasta. Il suo pastiche linguistico, che qualcuno ha accostato a quello di Gadda, attinge anche al vernacolo ed è alimentato da una vasta cultura e da un sicuro gusto. Altre opere restano ancora inedite.